# Iqbaal Ramadhan
Iqbaal Dhiafakhri Ramadhan, znany jako Iqbaal Ramadhan (ur. 28 grudnia 1999 w Surabai) – indonezyjski aktor i piosenkarz. Jest znany jako były członek indonezyjskiego boysbandu CJR oraz z roli Dilana w filmie Dilan 1990 (2018). Związał się również jako basista z grupą Svmmerdose.

## Filmografia
- 2011: 5 Elang
- 2013: Coboy Junior the Movie
- 2013: Comic 8
- 2015: CJR the Movie

Źródło: .

## Dyskografia
Albumy
- CJR (2013)
- Lebih Baik (2015)
- Tour
- CJR Generation (2013)

Źródło: .